# Garrett Reisman
Garrett Erin Reisman (Morristown, 10 febbraio 1968) è un ingegnere ed ex astronauta statunitense. Ha partecipato alle missioni spaziali STS-123/STS-124 (Expedition 16/17) e STS-132 come specialista di missione.

## Biografia

### Istruzione
Nato a Morristown, nel New Jersey, dopo la scuola superiore ha conseguito il Master degree e il dottorato di ricerca in ingegneria meccanica nel California Institute of Technology nel 1992 e nel 1997.

### Carriera NASA
Selezionato dalla NASA nel giugno 1998, ha iniziato l'addestramento astronautico ad agosto dello stesso anno. Successivamente è stato impiegato nel Astronaut Office Robotics Branch. Ad ottobre 2001 è stato assegnato al Astronaut Office Advanced Vehicles Branch e nel 2003 ha partecipato all'esperimento NEEMO (NASA Extreme Environment Mission Operations) nel laboratorio Aquarius sottomarino.
È stato infine selezionato come astronauta a lunga permanenza sulla Stazione spaziale internazionale. È partito a bordo dello Space Shuttle Endeavour nella missione STS-123 l'11 marzo 2008 ed è giunto sulla stazione spaziale in qualità di membro della Expedition 16 e successivamente della Expedition 17. Con la missione STS-124 è tornato a Terra dopo aver trascorso circa 95 giorni nello spazio il 14 giugno 2008.
Reisman è il primo membro della Stazione Spaziale Internazionale di religione ebraica ed ha inviato un saluto dallo spazio al popolo israeliano durante le celebrazioni del 60º anniversario di Israele a maggio 2008
Nel 2010 ha volato con la missione STS-132.